# NGC 6112
NGC 6112 (również PGC 57762) – galaktyka eliptyczna (E), znajdująca się w gwiazdozbiorze Korony Północnej. Odkrył ją Édouard Jean-Marie Stephan 7 lipca 1880 roku.